# 1896 en Italie
Chronologie de l'Italie
- 1892
- 1893
- 1894
- 1895
- 1896
- 1897
- 1898
- 1899
- 1900

## Événements

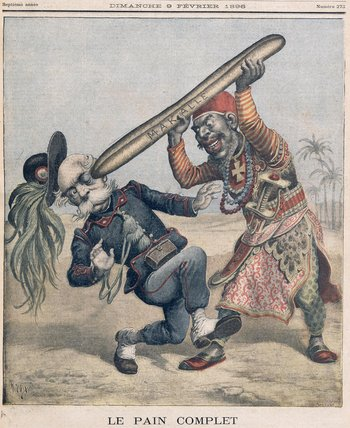
Caricature de Crispi par Henri Meyer.

- 20 janvier : reddition des forces coloniales italiennes au siège de Mekele dans la première guerre italo-éthiopienne[1].

- 1er mars : victoire du Négus Ménélik II contre les troupes italiennes du général Oreste Baratieri à la bataille d'Adoua, en Éthiopie[2].
- 4 mars : démission, la veille de la réunion des Chambres, du président du Conseil Francesco Crispi, contesté tant sur le plan de la politique extérieure (échec de la campagne d’Éthiopie) que de la politique intérieure (répression sanglante des émeutes de 1894)[3]. Il cède le pouvoir au marquis di Rudini, partisan de la paix sociale, qui hérite d’une situation économique désastreuse (fin en juin 1898).
- 10 mars : gouvernement di Rudinì II[4]. Il démissionne le 11 juillet à la suite des désaccords nés des propositions du ministre de la Guerre Ricotti sur la réduction des effectifs de l'armée[5].

- 13 mars : le photographe Henri Le Lieure organise la première séance cinématographique en Italie pour le maire de Rome[6].

- 3 avril : les journaux Il Ciclista et La Tripletta fusionnent pour donner naissance à La Gazzetta dello Sport[7].
- 14 juillet : gouvernement di Rudinì III[4].
- 1er octobre : accord sur la navigation de la marine marchande entre la France et l’Italie[8].

- 26-30 septembre : congrès antimaçonnique de Trente[9].

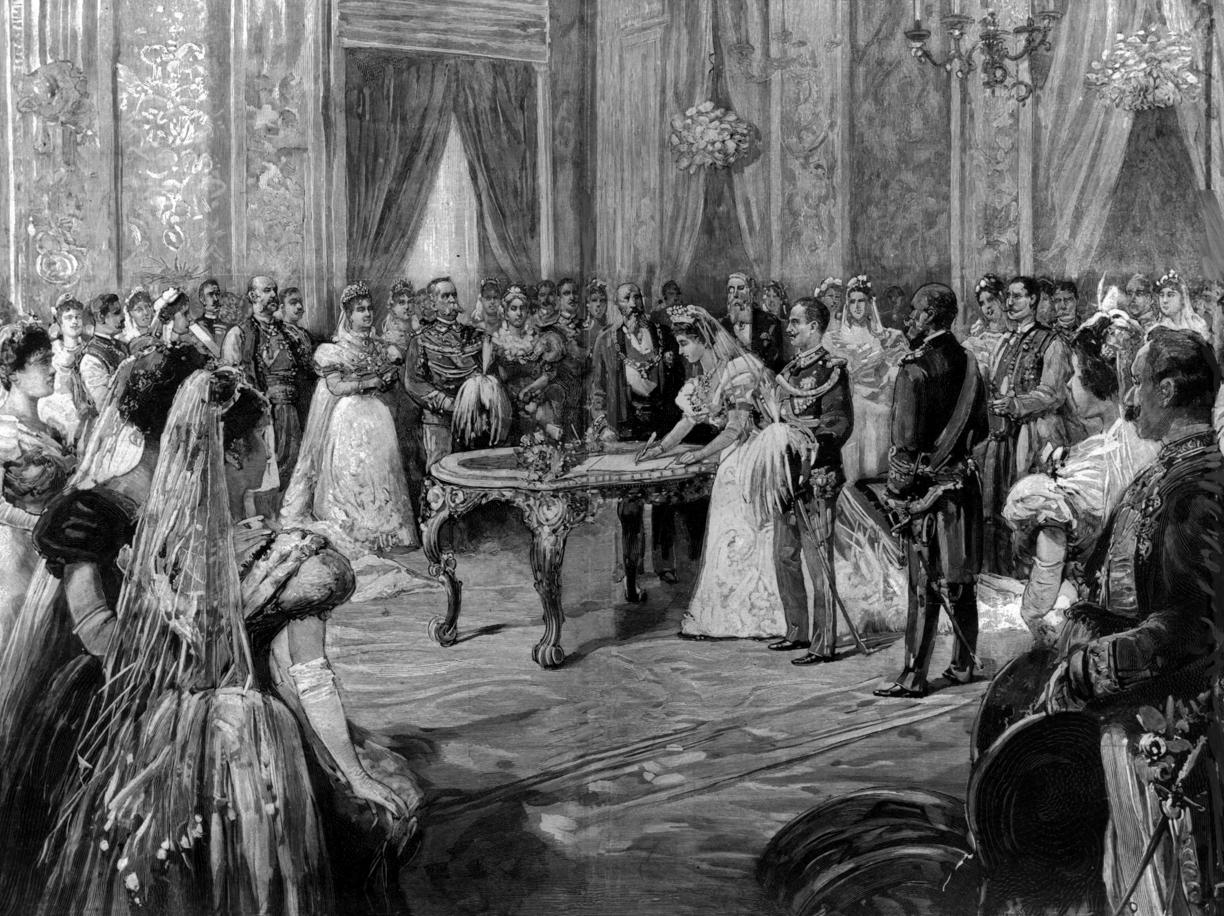
Mariage entre Victor-Emmanuel et Hélène de Monténégro.

- 24 octobre : Hélène, princesse de Monténégro, fille de Nicolas Ier de Monténégro, épouse à Rome l’héritier du trône d'Italie, Victor-Emmanuel[10].
- 26 octobre : traité d’Addis-Abeba. Les Italiens reconnaissent l’indépendance de l’Éthiopie mais conservent l’Érythrée[2].

- 7 novembre : Vittorio Calcina organise à Turin la première projection cinématographique publique en Italie[11].
- 10 décembre : la Gazette de Turin présente le sphygmomanomètre inventé par le médecin italien Scipione Riva-Rocci pour mesurer la tension artérielle[12].
- 25 décembre : publication à Milan du quotidien socialiste Avanti! dirigé par Leonida Bissolati[13]. Il tire à 40 000 exemplaires et jusqu’à 400 000 au début de la Première Guerre mondiale.

## Culture

### Opéras créés en 1896
- 1er février : La Bohème, opéra en quatre tableaux[14] de Giacomo Puccini, sur un livret en italien de Giuseppe Giacosa et Luigi Illica, d'après le roman d'Henri Murger, Scènes de la vie de bohème, et son adaptation théâtrale La Vie de bohème, créé au Teatro Regio de Turin, sous la direction d'Arturo Toscanini.
- 28 mars : Andrea Chénier, opéra en quatre actes d'Umberto Giordano, sur un livret de Luigi Illica, créé au Teatro alla Scala de Milan, sous la direction de Rodolfo Ferrari, avec Evelina Carrera, Giuseppe Borgatti et Mario Sammarco dans les rôles principaux. Cet opéra vériste est inspiré de la vie du poète André Chénier (1762-1794), guillotiné lors de la Révolution française.

## Naissances en 1896
- 24 mars : Gianna Manzini, écrivain. († 31 août 1974)
- 14 juillet : Ferdinando Giuseppe Antonelli, cardinal franciscain créé par le pape Paul VI, qui fut secrétaire de la Congrégation des rites, puis secrétaire de la Congrégation pour les causes des saints. († 12 juillet 1993)
- 5 août : Angelo Dellacasa, joueur de football, jouant au poste de milieu offensif ou d'attaquant. († 8 avril 1971)
- 17 août : Tina Modotti (Assunta Modotti Mondini), photographe, actrice et militante révolutionnaire italo-mexicaine. († 6 janvier 1942)
- 15 octobre : Pietro Linari, coureur cycliste, professionnel de 1921 à 1936, vainqueur de Milan-San Remo en 1924. († 1er janvier 1972)
- 17 octobre : Rodolfo Terlizzi, escrimeur, champion olympique de fleuret par équipe aux Jeux olympiques de 1920 à Anvers. († 11 juillet 1971)
- 26 octobre : Maria Zanoli, actrice de théâtre et de cinéma. († 15 novembre 1977)

## Décès en 1896
- 29 janvier : Giuseppe Fiorelli, 72 ans, archéologue et numismate, connu surtout pour ses méthodes de fouilles à Pompéi. (° 8 juin 1823)
- 2 février : Vincenzo Petrocelli, 72 ans, peintre, connu notamment pour ses peintures de thèmes historiques, mais aussi ses portraits et ses scènes de genre. (° 6 juillet 1823)
- 11 mai : Enrico Cernuschi, 75 ans, banquier, économiste, journaliste et collectionneur d'art. (° 19 février 1821)
- 4 décembre : Giacomo Natoli, 50 ans, militaire, officier de cavalerie[15], se distingue lors de la troisième guerre d'indépendance italienne[16], et homme politique du royaume d'Italie. (° 1846)

- Giovanni Battista Garberini, peintre et sculpteur. (° 1819)